# Травневое (Черниговская область)
Травневое (укр. Травневе) — село,
Хотивлянский сельский совет,
Городнянский район,
Черниговская область,
Украина.
Код КОАТУУ — 7421489204. Население по переписи 2001 года составляло 75 человек.

## Географическое положение
Село Травневое находится на левом берегу реки Смяч,
выше по течению на расстоянии в 3,5 км расположено село Дроздовица,
на противоположном берегу — село Студенец.